# HC Meshkov Brest
Maillots
Dernière mise à jour : 2 juin 2021.
Le HC Meshkov Brest (officiellement biélorusse : Брэсцкі гандбольны клуб імя А.П. Мяшкова, Brest Handball Club en l'honneur de A. P. Mechkov), est un club de handball biélorusse basé à Brest et fondé en 2002. Il participe également à la Ligue SEHA depuis 2012 et à la Ligue des champions depuis 2014.

## Historique

Ancien logo du club.

L'idée de créer une équipe de handball professionnelle a commencé au milieu des années 1990, quand un tournoi en mémoire d'Anatoli Petrovitch Mechkov (be) a été organisé à Brest et est devenu régulier. Toutefois, la date de naissance officielle du HC Meshkov Brest est considérée le 9 avril 2002, quand les fondateurs de l'association publique nouvellement formée ont reçu un document d'enregistrement d'Etat. Le club est alors nommé en l'honneur d'Anatoli Petrovitch Mechkov (be), promoteur en Biélorussie du handball et du sport en général.

## Palmarès
Compétitions internationales
- Ligue des champions
  - Quart de finaliste en 2021

Compétitions trans-nationales
- Ligue SEHA
  - Finaliste en 2014 et 2015
  - Troisième en 2017, 2019 et 2020
- Ligue balte
  - Finaliste en 2007, 2008

Compétitions nationales
- Championnat de Biélorussie (13) : 2004, 2005, 2006, 2007, 2008, 2014, 2015, 2016, 2017, 2018, 2019, 2020, 2021
  - vice-champion en 2003, 2009, 2010, 2011, 2012
- Coupe de Biélorussie (13) : 2004, 2005, 2007, 2008, 2009, 2011, 2014, 2015, 2016, 2017, 2018, 2020, 2021

### Parcours détaillé depuis 2002
| Saison    | Championnat   | Coupe     | Europe*                   | Autre*               |
| --------- | ------------- | --------- | ------------------------- | -------------------- |
| 2002-2003 | Vice-champion | Finaliste | -                         |                      |
| 2003-2004 | Champion      | Vainqueur | C3 : 1/8 de finale        |                      |
| 2004-2005 | Champion      | Vainqueur | C1 : Phase de groupes     |                      |
| 2005-2006 | Champion      | Finaliste | C1 : Phase de groupes     |                      |
| 2006-2007 | Champion      | Vainqueur | C1 : Phase de groupes     | LB : Finaliste       |
| 2007-2008 | Champion      | Vainqueur | C1 : Phase de groupes     | LB : Finaliste       |
| 2008-2009 | Vice-champion | Vainqueur | C3 : 1/16 de finale       | LB : 1/2 finaliste   |
| 2009-2010 | Vice-champion | Finaliste | C3 : 1/16 de finale       |                      |
| 2010-2011 | Vice-champion | Vainqueur | C3 : 2e tour préliminaire |                      |
| 2011-2012 | Vice-champion | Finaliste | C3 : 1/4 de finale        |                      |
| 2012-2013 | Troisième     | Finaliste | C3 : 3e tour préliminaire | SEHA : 4e            |
| 2013-2014 | Champion      | Vainqueur | C3 : 3e tour préliminaire | SEHA : Finaliste     |
| 2014-2015 | Champion      | Vainqueur | C1 : Phase de groupes     | SEHA : Finaliste     |
| 2015-2016 | Champion      | Vainqueur | C1 : 1/8 de finale        | SEHA : 4e            |
| 2016-2017 | Champion      | Vainqueur | C1 : 1/8 de finale        | SEHA : 1/2 finaliste |
| 2017-2018 | Champion      | Vainqueur | C1 : 1/8 de finale        | SEHA : 4e            |
| 2018-2019 | Champion      | Finaliste | C1 : 1/8 de finale        | SEHA : 1/2 finaliste |
| 2019-2020 | Champion      | Vainqueur | C1 : Phase de groupes     | SEHA : 1/2 finaliste |
| 2020-2021 | Champion      | Vainqueur | C1 : 1/4 de finale        | SEHA : 4e            |
| 2021-2022 | en cours      | en cours  | C1 : Phase de groupes     | SEHA : en cours      |

* C1=Ligue des champions, C3=Coupe de l'EHF, LB = Ligue balte et SEHA = Ligue SEHA.

## Effectif actuel
L'effectif pour la saison 2020-2021 est :
Gardiens de but
- 01  Ivan Pešić
- 12  Ivan Matskevitch

Ailiers droits
- 24  Maksim Baranau (en)
- 55  Mikita Vailupau

Ailiers gauches
- 14  Andrei Yurynok (en)
- 15  Ulazdimir Rubiankou

Pivots
- 22  Viachaslau Shumak (en)
- 42  Artsiom Selviasiuk
- 77  Vladimir Vranješ (en)

Arrières gauches
- 03  Dmitrii Santalov (en)
- 06  Baptiste Bonnefond

Demi-centres
- 20  Staš Skube
- 66  Jaka Malus (en)

Arrières droit
- 37  Stanislav Kašpárek (en)
- 33  Paweł Paczkowski (en)

Les transferts pour la saison 2021-2022 sont :
Arrivées
- Baptiste Bonnefond (ARG), en provenance du  Pays d'Aix UC
- Stanislav Kašpárek (ARD), en provenance du  SC Pick Szeged
- Daniel Gordo (entraineur)

Départs
- Simon Razgor (ALG), vers le  RK Maribor Branik
- Alexander Shkurinskiy (ARG), vers le  HBC Nantes
- Sandro Obranović (DC), vers le  RK Zagreb
- Marko Panić (ARD), vers le  Montpellier Handball
- Raúl Alonso (de) (entraineur), vers le  HC Erlangen

## Personnalités liées au club
- William Accambray : joueur de 2019 à 2020
- Pavel Atman (en) : joueur de 2015 à 2017
- Željko Babić : entraîneur de 2013 à 2015
- Sergueï Bebechko : entraîneur de 2015 à 2018
- Manolo Cadenas : entraîneur depuis 2018
- Darko Ðukić : joueur de 2018 à 2020
- Pavel Horák : joueur de 2017 à 2019
- Konstantine Igropoulo : joueur de 2017 à 2018
- Dainis Krištopāns : joueur de 2015 à 2017
- Anatoli Petrovitch Mechkov (be) : personnalité qui a donné son nom au club
- Ivan Matskevitch : joueur depuis 2017
- Dimitri Nikulenkau : joueur de 2014 à 2018
- Ivan Pešić : joueur depuis 2013
- Dzianis Rutenka : joueur de février 2014 à 2019
- Alexander Shkurinskiy : joueur de 2017 à 2021
- Staš Skube : joueur depuis 2020
- Rastko Stojković : joueur de 2013 à 2018
- Mikita Vailupau : joueur depuis 2019
- Andrei Yurynok (en) : joueur depuis 2016